# Bonfinópolis
| Bonfinópolis                 | Bonfinópolis                                     |
| ---------------------------- | ------------------------------------------------ |
|                              |                                                  |
| Wappen                       | Flagge                                           |
|                              |                                                  |
| Karte                        |                                                  |
|                              |                                                  |
| Basisdaten                   |                                                  |
| Staat:                       | Brasilien (BRA)                                  |
| Verwaltungsgliederung:       | Mittelwesten                                     |
| Bundesstaat:                 | Goiás (GO)                                       |
| Mesoregion:                  | Zentral-Goiás, bis 2017                          |
| Mikroregion:                 | Goiânia, bis 2017                                |
| Geografische Lage:           | 16° 37′ S, 48° 58′ W                             |
| Angrenzende Gemeinden:       | Leopoldo de Bulhões, Senador Canedo, Goianápolis |
| Distanz zu Goiânia:          | 33 km                                            |
| Zeitzone:                    | UTC−3 Sommer: UTC−2                              |
| Höhe:                        | 948 m                                            |
| Fläche:                      | 122,257 km²                                      |
| Einwohner:                   | 7.536                                            |
| Bevölkerungsdichte:          | 61,6 Einwohner / km²                             |
| Telefonvorwahl:              | +5562                                            |
| Postleitzahl (CEP):          | 75195-000                                        |
| Adresse der Stadtverwaltung: | Avenida Um nº 594 Setor Central                  |
| Offizielle Website:          | bonfinopolis.go.gov.br                           |
| Jahrestag:                   | 1. Juni                                          |
| Gemeindegründung:            | 1989                                             |
| Politik                      |                                                  |
| Bürgermeister:               | Kelton Pinheiro (PSB), 2017–2020                 |
| Vize-Bürgermeister:          |                                                  |

Bonfinópolis ist eine brasilianische politische Gemeinde in der Mesoregion Zentral-Goiás und in der Mikroregion Goiânia. Sie liegt südwestlich der brasilianischen Hauptstadt Brasília und 33 km östlich von Goiânia, der Hauptstadt des Bundesstaates, und zählt zur Metropolregion von Goiânia.

## Geographische Lage
Bonfinópolis grenzt
- von Nord über Ost bis Süd an die Gemeinde Leopoldo de Bulhões
- im Südwesten an Senador Canedo
- im Nordwesten an Goianápolis